# Lara López (futbolista)
Lara López (Barrancas, Santa Fe, Argentina; 29 de junio de 2002) es una futbolista argentina. Juega de delantera en River Plate de la Primera División A de Argentina. Fue internacional con la Selección Argentina sub-20.

## Trayectoria

### Newell's
Luego de unas pruebas en el club leproso, pasó a formar parte de las inferiores en donde al cabo de 3 partidos debido a que sorprendió a los entrenadores con sus destacadas actuaciones decidieron promoverla al primer equipo de La Lepra. Debutó el 1 de septiembre de 2019.

### Rosario Central
A finales de 2020 llega a El Canalla. Debutó el 29 de noviembre de dicho año ante Defensores de Belgrano por la primera fecha del Torneo Transición 2020, anotó dos goles en la victoria de su equipo por 5-1. En marzo de 2021 firma su primer contrato profesional con la institución.

### River Plate
El 9 de enero de 2024 fue anunciada como nueva jugadora de River Plate.

## Selección nacional
En noviembre del año 2019, mientras era futbolista de Newell's, fue convocada por primera vez a la Selección Argentina sub-20. En febrero de 2021 recibió otra convocatoria en la misma categoría.

## Estadísticas

### Clubes
| Club              | País      | Año       |
| ----------------- | --------- | --------- |
| Newell's Old Boys | Argentina | 2019-2020 |
| Rosario Central   | Argentina | 2020-2023 |
| River Plate       | Argentina | 2024-act. |